# Vijf khandhas
De vijf khandhas (Pali; Sanskriet: Skandhas; letterlijk: 'vijf hopen') of de vijf groepen van bestaan is een in het boeddhisme vaak voorkomende onderverdeling van de bestaansdelen, geledingen of aspecten van de mens. Soms spreekt men ook wel van de 'vijf groepen waaraan gehecht wordt' (Pali: Pañcupādānakkhandhā).

## De vijf khandhas
De vijf khandhas zijn:
1. Materie of fysieke vorm (Pali/Sanskriet: rūpa). Hiertoe behoren het lichaam en externe objecten. Dit omvat dus het gehele fysieke aspect van de werkelijkheid, niet slechts het menselijk lichaam.
2. Gewaarwording (Pali/Sanskriet: vedanā). De gewaarwording ontstaat door het contact van (een van) de zes zintuigen met een (extern) object.
3. Perceptie of voorstelling. (Pali:sañña, Sanskriet: saṃjñā). Ook het geheugen speelt hier een rol, omdat percepties en het voorstellingsvermogen afhankelijk zijn van vroegere ervaringen.
4. Intenties, ook wel gedachten (Pali: saṅkhāra, Sanskriet: saṃskāra). De bewuste of onbewuste intenties die het gedrag bepalen. Met gedrag wordt hier zowel mentaal en lichamelijk gedrag als spraak bedoeld.
5. Bewustzijn of aandacht (Pali: viññāṇa, Sanskriet: vijñāna). Viññāṇa is geen bewustzijn in westerse zin want ze kent geen mentaal substratum. Alleen de eerst genoemde 4 khandha's hebben elk 'subtratum' en komen paarsgewijs voor in het gewaar zijn.

Al hetgeen waar mensen zich aan kunnen hechten (alles wat zich in de wereld of in het bewustzijn manifesteert, met uitzondering van Nirwana), behoort tot een van deze 5 groepen van bestaan.

## Nama-rupa en de khandhas
Soms spreekt men in het boeddhisme ook van nama-rupa, wat grofweg overeenkomt met de Nederlandse uitdrukking 'lichaam en geest'. Nama verwijst naar de mentale of geestelijke kant van het leven, terwijl rupa overeenkomt met het fysiek lichaam of de fysieke wereld: dezelfde rupa als in de vijf khandhas. Nama omvat de vier resterende khandhas: vedana, sañña, sankhara en viññana. Het totaal van nama-rupa (of lichaam en geest) komt overeen met de vijf khandhas.

## De khandhas en niet-zelf
De Boeddha onderwees dat de khandhas geen zelf of 'ik' zijn, en niet behoren tot een zelf of 'mij'. Er is geen eigenaar van de vijf khandhas. Al hetgeen tot de khandhas behoort is niet-zelf, al denken we dat 'dit is mijn lichaam', 'dit is mijn geheugen', of 'dit zijn mijn gedachten'. Het lichaam en alle andere aspecten van 'jezelf' zijn volgens het boeddhisme niet van jezelf, maar zijn ontstaan als gevolg van oorzaken, en zijn zelf ook weer een oorzaak voor het ontstaan van nieuwe gevolgen of fenomenen. Hun bestaan is slechts tijdelijk, alle fenomenen komen tot een einde. De vijf khandhas hebben geen essentie.

## Nirwana en de khandhas
Het Nirwana behoort niet tot de vijf khandhas, en bestaat uit het niet gehecht zijn aan de vijf khandhas. Wanneer het Parinibbana behaald wordt (tijdens het overlijden van een Boeddha of Arahant), komen de vijf khandhas aan hun natuurlijk einde. Er vindt dan geen wedergeboorte plaats omdat men niet gehecht is aan de vijf khandhas.

## Verder lezen
- Schumann, Hans Wolfgang (1997), Boeddhisme. Stichter, scholen en systemen. Rotterdam: Asoka
- Bhikkhu Nanamoli & Bhikkhu Bodhi (translators)(1995), The Middle Length Discourses of the Buddha. A New Translation of the Majjhima Nikaya. Boston, Massachusetts: Wisdom Publications
- Kochumuttom, Thomas A. (1999), A Buddhist Doctrine of Experience. A New Translation and Interpretation of the Works of Vasubandhu the Yogacarin. Delhi: : Motilall Banarsidass Publishers